# Kolin
För staden i Tjeckien, se Kolín.
Kolin är ett ämne som finns i många växter samt i ägg, fisk och kött. Det förbättrar gallblåsans, binjurarnas, könskörtlarnas och hjärtats funktion, samt minnet. Det hjälper också framställning av lecitin i levern. Kolinbrist leder till grå starr, brustna blodkärl i ögonen och dåligt minne. [källa behövs]
Forskning har också visat att personer som får i sig mycket kolin och aminosyran betain via kosten har ett lägre antal markörer för allvarliga inflammationer. Efter att forskarna ändrat datan efter olika livsstils- och sociodemografiska element, blev fynden betydelsefulla. Ett högre intag av kolin och betain visade sig ha ett samband med en lägre förekomst av alla de inflammatoriska markörer som forskarna sökte i studien. Tillhör den så kallade B-vitamingruppen trots att det ej är ett egentligt vitamin.

## Referenslista
1. ↑  Zeisel, Steven H.; da Costa, Kerry-Ann. ”Choline: An Essential Nutrient for Public Health”. Nutrition reviews 67 (11):  sid. 615–623. doi:10.1111/j.1753-4887.2009.00246.x. ISSN 0029-6643. http://www.ncbi.nlm.nih.gov/pmc/articles/PMC2782876/. Läst 10 april 2017.